# Acetilacetonato di vanadile
L’acetilacetonato di vanadile è un composto di formula VO(Acac)2 che a temperatura ambiente si presenta come un solido color turchese insolubile in acqua ma solubile in vari solventi organici.

## Sintesi
L’acetilacetonato di vanadile può essere sintetizzato in vari modi:
Una sintesi prevede la reazione tra solfato di vanadile e acetilacetone, reazione che crea vanadile acetilacetonato e acido solforico, il quale viene poi neutralizzato tramite carbonato di sodio (o di potassio).
Usando questo sale si permette la completa neutralizzazione dell’acido in quanto viene a formarsi un gas (anidride carbonica) e si sposta l’equilibrio verso i prodotti.

VOSO4 + 2 HAcac → VO(Acac)2 + H2SO4

Una seconda sintesi prevede una reazione redox acido-catalizzata tra anidride vanadica (un ossidante) e un alcool (per esempio etanolo).
L’alcool viene ossidato ad aldeide e si forma lo ione vanadile (VO)2+ (il quale possiede già il caratteristico colore blu-verde) che viene fatto reagire con acetilacetone, neutralizzando infine la soluzione con carbonato di sodio.

V2O5 + 2 H2SO4 + C2H5OH → 2VOSO4 + 3 H2O + CH3CHO

VOSO4 + 2 HAcac + Na2CO3 → VO(Acac)2 + Na2SO4 + H2O + CO2 

In questa seconda reazione oltre all’ossidazione dell’alcool può avvenire un’ossidazione dell’acetilacetone ad anidride acetica.
Vi sono poi altre preparazioni che prevedono in ogni caso l’uso di sali di vanadio(V) e la reazione diretta con acetilacetone, con un inevitabile allungamento dei tempi di reazione.

## Struttura e proprietà
L’acetilacetonato di vanadile ha una geometria piramidale a base quadrata ed è un composto paramagnetico.
Esso è inoltre un debole acido di Lewis e forma addotti di geometria pseudoottaedrica con ammine poco ingombrate.

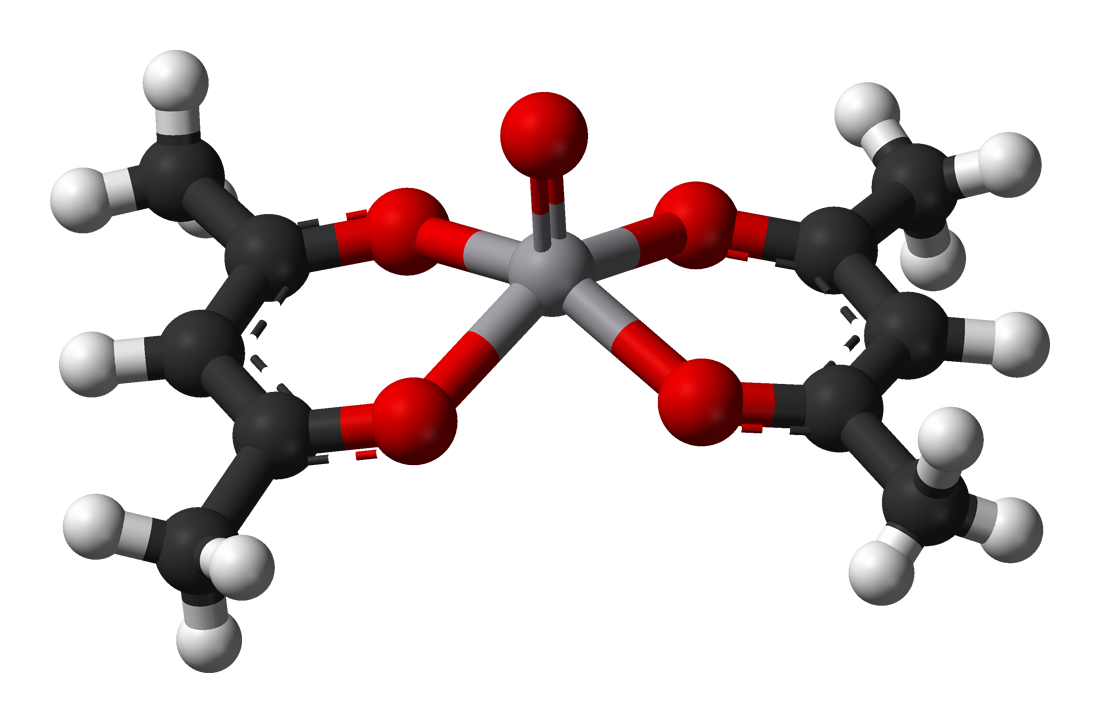
Struttura dell'acetilacetonato di vanadile

## Applicazioni
Questo composto viene utilizzato in catalisi organica per l’epossidazione di alcoli allilici tramite ter-butil-idroperossido (THBP, un iniziatore radicalico).
La specie THBP-VO(Acac)2 attacca esclusivamente l’alchene in posizione allilica, lasciando intatti eventuali altri doppi legami, cosa che non avviene con altri epossidizzanti come l’acido meta-cloroperossibenzoico.
Questo composto presenta inoltre proprietà mimetiche rispetto all’insulina in quanto può stimolare la fosforilazione della proteina-chinasi-B e della GSK-3.